# Caspar Ett

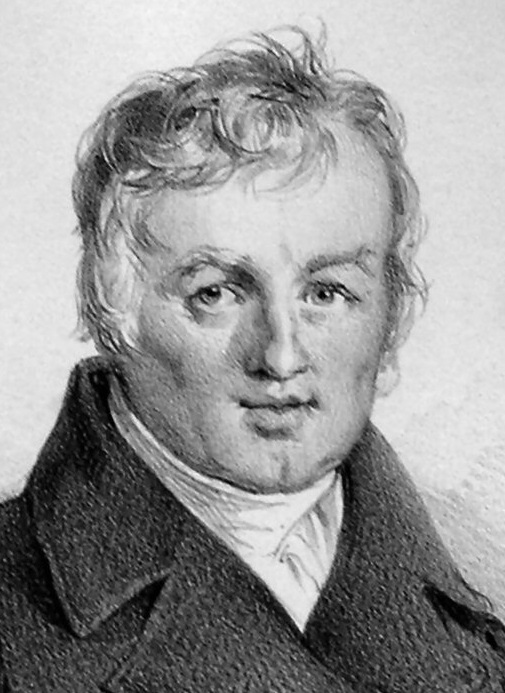
Caspar Ett, Lithographie von Josef Kriehuber

Caspar Ett (* 5. Januar 1788 in Eresing; † 16. Mai 1847 in München) war ein deutscher Organist und Komponist.

## Leben
1797 kam Ett als Schüler und Chorknabe in das Kloster Andechs. 1804 schloss Caspar Ett seine Gymnasialstudien am „Paedagogium“ in München, dem heutigen Wilhelmsgymnasium, ab. Ett studierte am Kurfürstlichen Seminar in München und wurde 1816 Hoforganist an der Michaelskirche. 1824 übernahm er anlässlich einer Gehaltserhöhung die Verpflichtung, alle Kompositionen dem Chor von St. Michael zuzuwenden. Ett erwarb sich Verdienste um die Wiederbelebung der Chormusik des 16. bis 18. Jahrhunderts. Er komponierte neben katholischer Kirchenmusik auch Werke für den griechisch-orthodoxen und jüdischen Gottesdienst. Er war der Musiklehrer von König Maximilian II. Des Weiteren studierte der englische Komponist Robert Lucas Pearsall 1832 bei ihm Alte Musik und Notenkunde.
Kaspar Ett starb 1847 im Alter von 59 Jahren in München.

## Grabstätte

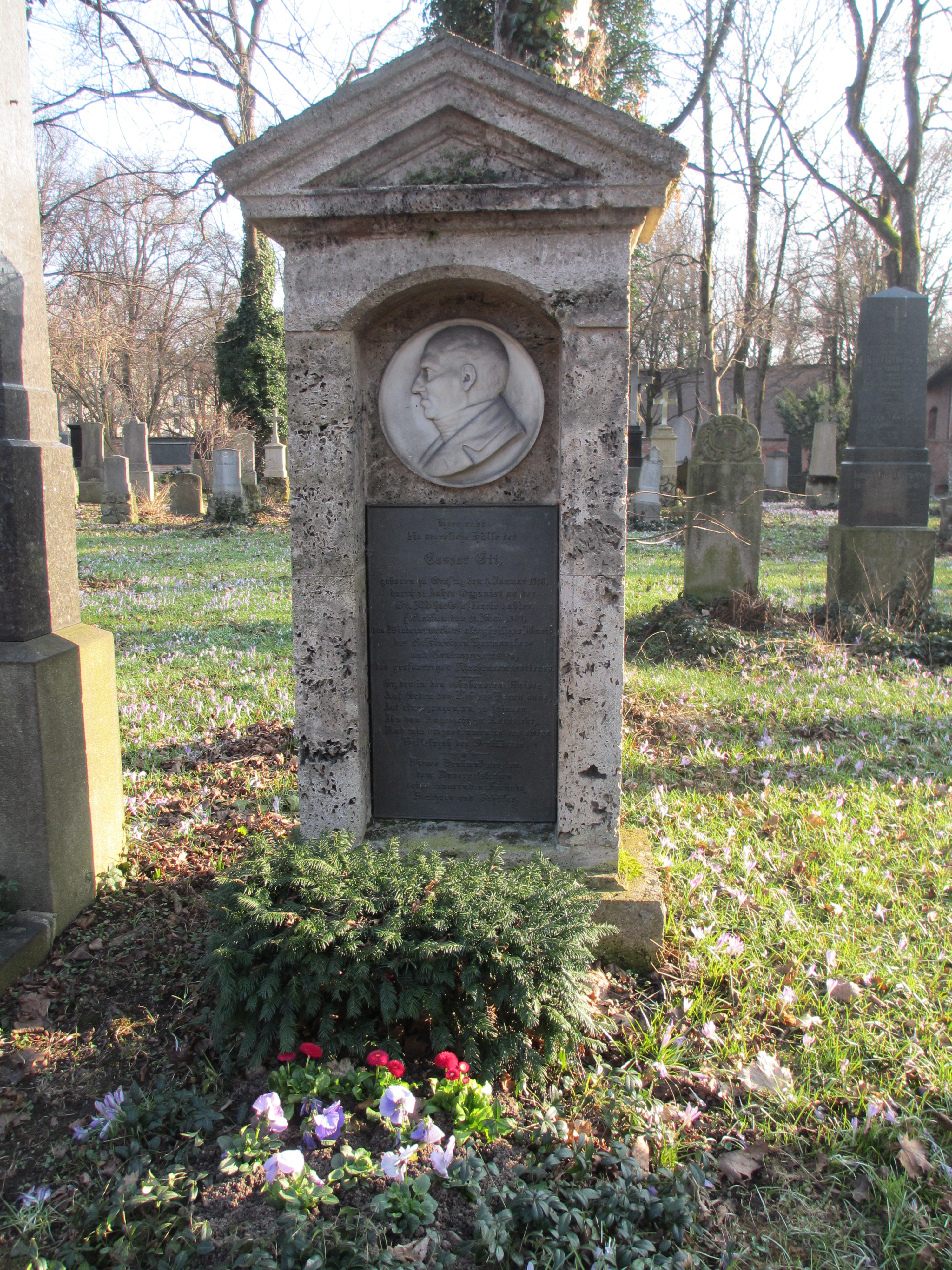
Grab von Kaspar Ett auf dem Alten Südlichen Friedhof in München

Die Grabstätte von Kaspar Ett befindet sich auf dem Alten Südlichen Friedhof in München (Gräberfeld 21 - Reihe 1 - Platz 18) Standort. Der Stein trägt ein Porträtmedaillon und die Inschrift:
Hier ruht die sterbliche Hülle des

Caspar Ett,

geboren zu Eresing den 5. Januar 1788,

durch 31 Jahre Organist an der

St. Michaelshofkirche dahier,

gestorben den 16. Mai 1847,

des Wiedererweckers alter, heiliger Musik,

des tiefsinnigen Harmonikers

und Contrapunctisten,

des grossartigen Kirchencompositeurs.

–*–

Er, der in den erhabensten Weisen

Auf Erden das Lob des Herrn sang,

Ist eingegangen, um zu schauen

Ihn von Angesicht zu Angesicht,

Und mit einzustimmen in das ewige

Hallelujah der Verklärten.

–*–

Dieses Denkmal setzten

dem Unvergesslichen

seine trauernden Freunde,

Verehrer und Schüler.

## Namensgeber für Straßen
Nach Kaspar Ett wurde in seinem Geburtsort Eresing eine Straße benannt. Zu seinem 100. Geburtstag wurde die an seiner hauptsächlichen Wirkungsstätte Michaelskirche vorbeiführende Weite Gasse 1886 in Ettstraße umbenannt. (Stadtteil Kreuzviertel, Stadtbezirk 1 - Altstadt-Lehel) (Erstnennung). Lage 

## Werk
- Attollite portas (Auferstehungs-Chor Ad resurrectionem Domini)
- Haec dies
- Pange lingua – Tantum ergo
- Ave maris stella
- Missa quadragesimalis
- Missa Laetare Jerusalem (achtstimmig mit 4 Trompeten und 4 Posaunen)
- Meßgesänge für den griechischen Ritus (1834)
- Ave vivens hostia (Alt, Querflöte, Orgel)
- Laudate dominum
- Iste confessor Jesu
- Redemptor omnium
- Prope est
- Requiem
- Peregrinatio in montem sanctum in festo Assumptionis Beatae Virginis Mariae / Die Wallfahrt nach dem heiligen Berg am Feste Maria Himmelfahrt. (Neunstimmig für SSSAATTBB a cappella, zweisprachig mit deutschem Text von Konrad Eberhard, in lateinischer Übertragung von Bonifaz Haneberg)
- Cantica Sacra, München 1834 (darin auch der Hymnus Pange lingua, Gotteslob Hamburg/Hildesheim/Osnabrück 883, Köln 845, Limburg 864, München 809, Würzburg 856, dessen Melodieⓘ/? im englischen Sprachraum als „Oriel“ bekannt ist und u. a. zum Text To The Name Of Our Salvation gesungen wird)[6][7]
- Wiegenlied für Ludwig II. (1845)[8]
- mit Johann Michael Hauber: Musikalischer Jugendfreund, Sidler, München 1815.
- mit Johann Michael Hauber: Melodien zum katholischen Gesangbuche für die königlichen Volks- und Elementar-Schulen in Baiern, 2 Bände, Central-Schulbücher-Verlag, München, um 1843.